# Taraxacum fulvum
Taraxacum fulvum — вид квіткових рослин з підродини цикорієвих (Cichorioideae).

## Поширення
Англія, Шотландія, Уельс, Північна Ірландія, Ірландія, Данія, Норвегія, Швеція, Фінляндія, Нідерланди, Бельгія, Німеччина (Мекленбург-Передня Померанія), Швейцарія, Австрія, Польща, Чехія, Угорщина, ?Португалія, ?Іспанія, Франція, Корсика, Італія, Сан-Марино, Румунія, Естонія, Латвія, Росія, Україна.

## Біоморфологічна характеристика
Це багаторічна рослина. Належить до Taraxacum sect. Erythrosperma.